# Lake Shore Drive

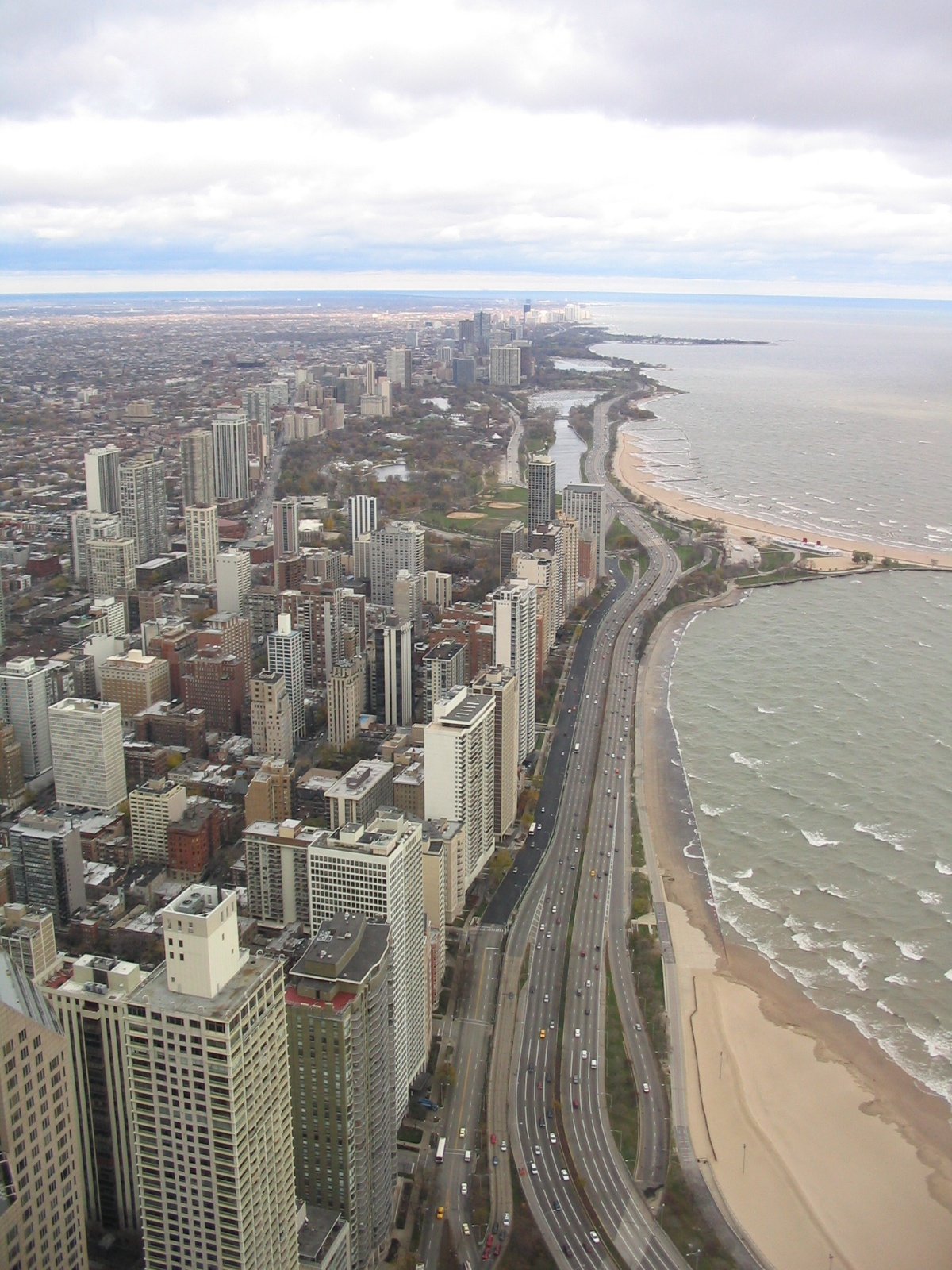
Vista aérea del Lake Shore Drive.

Lake Shore Drive (en castellano, carretera de la costa del lago), llamada allí coloquialmente LSD o The Drive, es una autopista que discurre en paralelo a la línea de costa del lago Míchigan a través de Chicago, Illinois, Estados Unidos. Salvo la parte norte de Foster Avenue, Lake Shore Drive está designada como parte de la U.S. Route 41. 
La parte más céntrica se inauguró con el nombre de Leif Ericson Drive (carretera de Leif Ericson) en 1937, así llamada en honor al explorador nórdico Leif Ericson. El vial fue también llamado Field Boulevard, antes de tomar su nombre actual en 1946. 

## Lake Shore Drive en la cultura popular

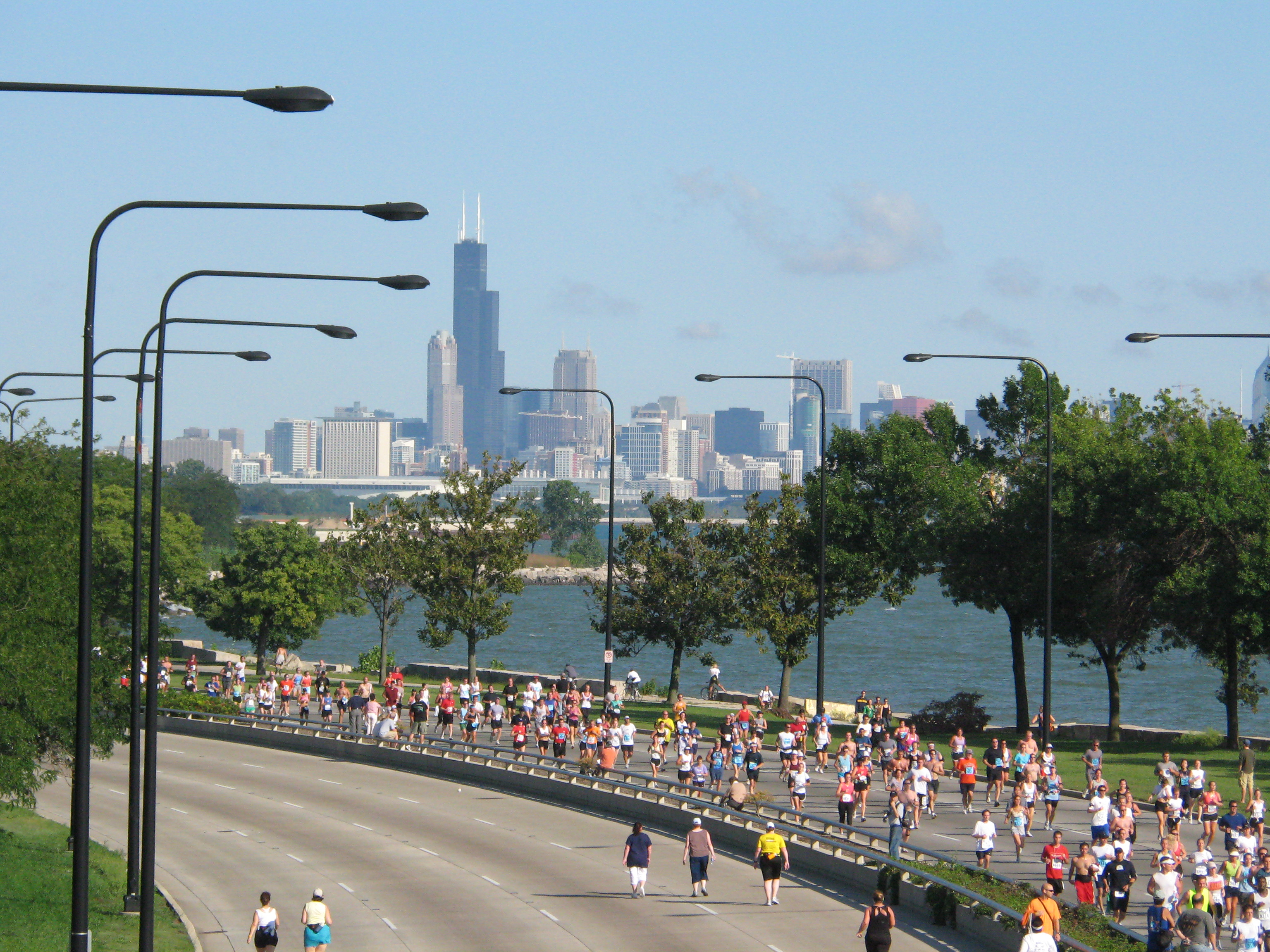
El Chicago Half Marathon, que tiene lugar en la vía.

- Muchas películas basadas en Chicago incluyen escenas en el Lake Shore Drive, incluyendo Ferris Bueller's Day Off, The Blues Brothers, The Break-Up, Risky Business, Love Jones, La boda de mi mejor amigo y  Somewhere in Time. En When Harry Met Sally, los créditos se ven tomando Lake Shore Drive en la dirección contraria a la que requerirían sus puntos de origen y de destino.

- En televisión, se han rodado algunos anuncios en Lake Shore Drive, así como el vídeo de apertura de la sitcom Married With Children, en el que aparece una vista aérea del vial. También, en la serie médica ER aparecen escenas en The Drive.

- La canción de 1971 Lake Shore Drive de Alliotta-Haynes-Jeremiah es una referencia a la carretera en alusión a sus iniciales, LSD. Styx menciona la vía en su canción Borrowed Time, así como en Back to Chicago. La vía aparece en la canción de 2005 de Kanye West Drive Slow, y también en el sencillo promocional Whole City Behind Us. La canción Lake Shore Drive de Art Porter también versa sobre esta carretera. También se menciona en la canción Lake Effect Kid de Fall Out Boy.

- Lake Shore Drive también aparece en el juego de Microsoft de 1999 Midtown Madness.

- El maratón popular Chicago Half Marathon se lleva a cabo anualmente a lo largo del tramo sur del Lake Shore Drive.

- Datos: Q3216467
- Multimedia: Lake Shore Drive / Q3216467